# Kevin K. Sullivan

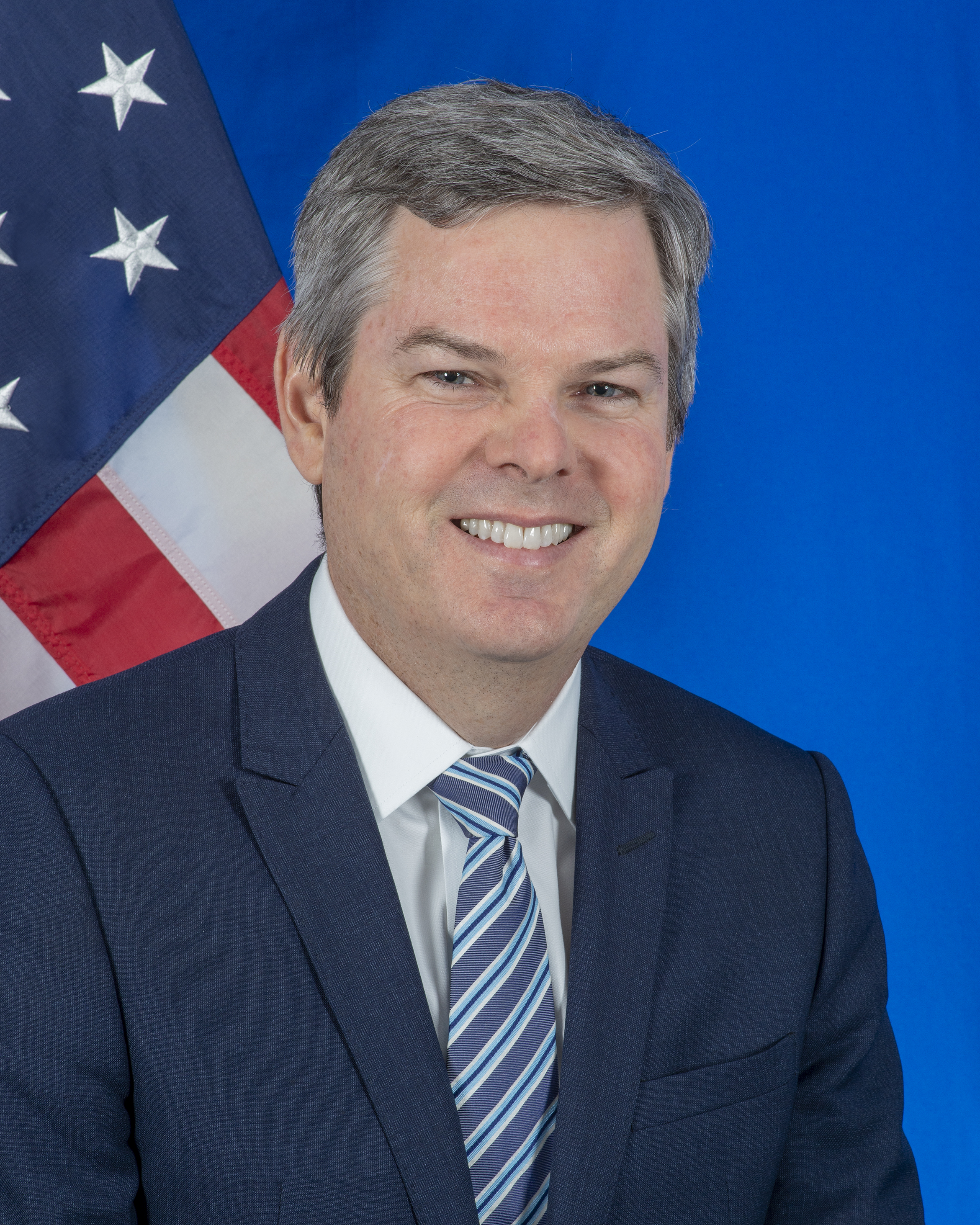
Kevin K. Sullivan

Kevin K. Sullivan (* 1964 in Cleveland) ist ein US-amerikanischer Diplomat, von 2013 bis 2015 Chargé d’Affaires ad interim in Argentinien und seit 2018 Botschafter in Nicaragua.

## Leben
Sullivan erhielt seinen Bachelor an der Georgetown University, wo er nach dem Abschluss seines Studiums im Zulassungsbüro angestellt war, und einen Master an der Princeton University. Seine Karriere beim Außendienst der Vereinigten Staaten begann 1988 in den Botschaften in der Dominikanischen Republik und in Gambia, worauf er von 1992 bis 1997 im Bureau of Western Hemisphere Affairs arbeitete. Für die nächsten zehn Jahre würde er in verschiedenen afrikanischen und lateinamerikanischen Botschaften dienen, bis er 2007 zum Deputy Chief of Mission in Malawi wurde. Nachdem er zwischen 2010 und 2013 erneut am Bureau of Western Hemisphere Affairs wirkte, erhielt er den Posten des Chargé d’Affaires ad interim in Argentinien. 2016 bis 2018 war er Deputy Permanent Representative zur Organisation Amerikanischer Staaten. 2018 ernannte ihn der Präsident Donald Trump zum Botschafter der Vereinigten Staaten in Nicaragua.
Er ist mit Mariangeles Quinto verheiratet und hat eine Tochter und einen Sohn.